# Museu Nacional de Belas Artes (Cuba)
O Museu Nacional de Belas Artes (em castelhano: Museo Nacional de Bellas Artes, MNBA) é um museu de arte localizado na cidade de Havana, em Cuba. Subordinado ao Ministério da Cultura do país, ocupa dois edifícios localizados nos arredores do Paseo del Prado, o Palácio do Centro Asturiano (abrigando as coleções de arte universal) e o Palácio de Belas-Artes (com coleções de arte cubana). Um terceiro edifício é destinado às funções administrativas e logísticas.
Fundado em 23 de fevereiro de 1913 como Museu Nacional da República, funcionou até meados do século XX como um museu enciclopédico, mas consolidou-se como um museu de arte universal com o advento da Revolução Cubana.
Seu patrimônio artístico, composto por mais de 45.000 peças, é considerado um dos mais importantes do Caribe e da América Latina. Ao lado de um extenso núcleo de arte cubana, conserva exemplares das principais escolas europeias, abrangendo o período que vai da Baixa Idade Média ao século XX. Também conserva obras de arte das Américas, peças asiáticas, setor de numismática e coleções arqueológicas, com artefatos egípcios, etruscos e greco-romanos.
O museu mantém um teatro, programa educacional e realiza exposições temporárias e atividades culturais permanentes. Também mantém o Centro de Informação Antonio Rodríguez Morey, um dos principais centros de referência para pesquisas em artes visuais do país, e uma biblioteca especializada com mais de 120 mil volumes.

## História

### Antecedentes
Após a independência da Espanha, em 1898, e a instituição de um regime republicano, em 1902, verifica-se em Cuba o início de um processo lógico de conscientização nacional, em busca de um modelo de nação e da consolidação de uma identidade cultural cubana. Esse entusiasmo gerado por seu novo status político - em que pese sua submissão ao congresso norte-americano por intermédio da emenda Platt - impulsionaria a elite intelectual, financeira e política do país a fomentar iniciativas que ajudassem a materializar tais anseios.
Como frutos desse processo histórico, surgiram, nos primeiros anos pós-independência, instituições como a Academia de História e a Academia Nacional de Artes e Letras, que, baseando-se nos antigos referenciais das metrópoles europeias, tratariam de estabelecer novas perspectivas de avanço para a jovem nação. Via-se como imprescindível, nesse contexto, a criação de uma instituição voltada à conservação da memória do país – um Museu Nacional, de caráter enciclopédico, criado segundo o modelo de museu público estabelecido após a Revolução Francesa -, com o propósito de instruir culturalmente a sociedade.

### A fundação e os primeiros anos

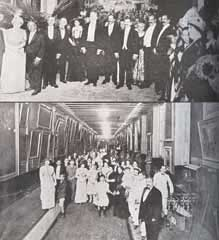
Inauguração do Museu Nacional (1913)

Sob a denominação de Museu Nacional da República, a instituição foi fundada por meio de decreto presidencial de José Miguel Gómez e de Mario Garcia Kohly, Secretário de Instrução Pública e Belas Artes, em 23 de fevereiro de 1913. Concebido como um museu enciclopédico, confundindo-se em parte com o conceito de “gabinete de curiosidades” e tendo por objetivo a difusão do conhecimento, o Museu Nacional se dedicaria a conservar objetos pertencentes a diversas tipologias, contando com seções como arqueologia, etnologia, lápides, cubanos eminentes, belas artes, história natural, arquivo, biblioteca e mobiliário. O arquiteto Emilio Heredia, primeiro diretor do museu, seria o responsável por recepcionar as doações, estabelecendo os critérios de organização e exposição do acervo.
A seção de belas artes (que também incluía numismática e joalheria antiga) era composta por um núcleo de pinturas e esculturas cubanas, latino-americanas e europeias, parte das quais provenientes da antiga Galería Didáctica de la Academia de San Alejandro. A galeria havia sido criada em meados do século XIX, após a aquisição de um lote de quadros europeus efetuada por Pedro de Alcántara Téllez Girón y Pimentel (marquês de Jabalquinto) em 1841, destinados a servir de modelo aos alunos da academia.
Em sua primeira década de existência, o acervo do museu foi ampliado por meio de doações, transferências, depósitos e empréstimos, realizados por colecionadores particulares, instituições religiosas, órgãos públicos e demais instituições da sociedade, sensibilizados quanto à importância de tal empreendimento. As aquisições eram esporádicas, em função do pequeno orçamento que lhe fora designado pelo Estado. Em 1919, o museu participou pela primeira vez de um leilão de obras de arte na Europa, ocasião em que adquiriu um conjunto de sessenta cópias de pinturas célebres do Museu do Prado, além de algumas peças originais de artistas espanhóis contemporâneos.
Até meados do século XX, o Museu Nacional passaria por diversas instalações inadequadas. Sua primeira sede foi um espaço improvisado no edifício Frontón, em frente ao Hospital Hermanos Ameijeiras, na esquina das ruas Concordia e Lucena. Em 1915, ocorreu a primeira transferência e a instituição ficou por curto período sob a guarda do ayuntamiento. Entre 1917 e 1924, ocuparia o edifício da Quinta de Toca, no Paseo de Carlos III.

### Especialização e consolidação

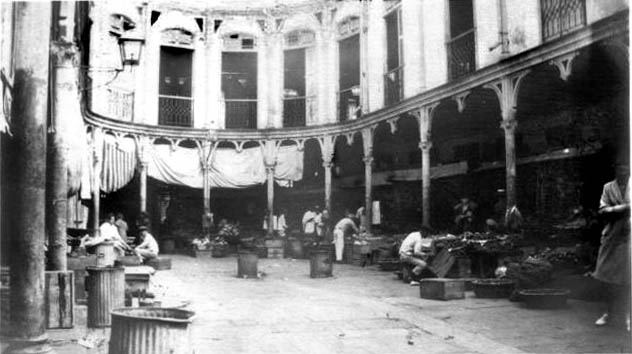
O Mercado de Colón em 1928

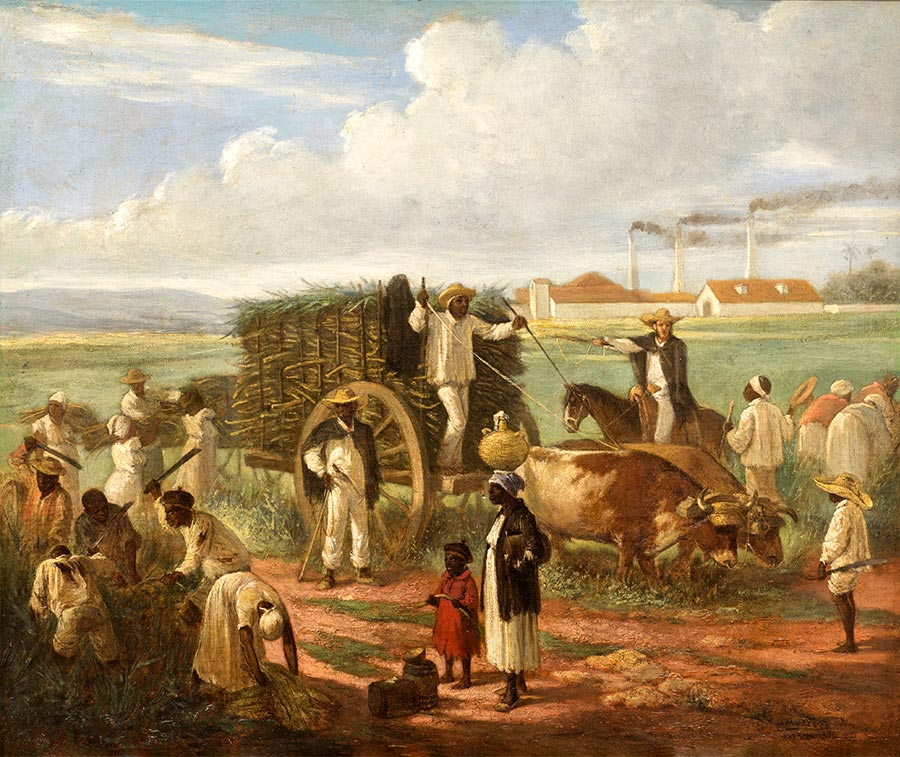
Corte de cana (1874), do cubano Víctor Patricio. Acervo do MNBA

Em 1918, o artista-plástico e restaurador Antonio Rodríguez Morey assumiu a direção do Museu Nacional. Sua longa gestão (que duraria até 1967, ano de sua morte) foi de fundamental importância para a especialização da instituição como um museu de belas artes e para a obtenção de reconhecimento internacional. Já em 1921, Morey defenderia a transferência da coleção de história natural para outro edifício, objetivando liberar espaço para exposição de peças histórico-artísticas. Em 1924, a edificação que servia de sede ao museu foi vendida aos irmãos Lasalle e a instituição foi novamente transferida, dessa vez para a Casa de Aguiar, onde permaneceria por três décadas até a construção de sua sede definitiva. O primeiro projeto para tal sede, idealizado pelos arquitetos Evelio Govantes e Felix Cabarrocas, data de 1925. O projeto previa a adequação e recuperação do antigo Mercado de Colón (erguido entre 1882 e 1884) e chegaria a ser iniciado mais de duas décadas depois, em 1947, sendo abandonado logo em seguida devido à falta de recursos.
Do ponto de vista museológico, Morey buscou renovar os critérios para aquisição de obras de arte, privilegiando peças originais em detrimento de cópias e reproduções, contribuindo significativamente para a qualidade do acervo artístico. Em 1924, adquiriu, com recursos públicos, algumas pinturas da coleção do marchand italiano Salvador Buffardi. No ano seguinte, também com subvenção do estado, comprou um lote de pinturas cubanas e europeias, do século XX e dos séculos anteriores. O Salão Anual de Belas Artes, por intermédio do prêmio aquisição, tornaria-se outra importante vertente na formação do acervo artístico do museu e responsável por agregar à coleção um lote de obras de grande importância para história da arte cubana.
Morey também ampliou as aquisições de desenhos, gravuras, esculturas e artefatos arqueológicos pré-colombianos. Em 1927, a Academia de San Alejandro concedeu, sob o título de empréstimo, um segundo conjunto de pinturas, que posteriormente seriam integradas ao acervo. A coleção de etnografia foi ampliada graças à transferência de um núcleo de objetos religiosos africanos que estavam sob a guarda do Tribunal de Marianao. Em 1936, criou-se a coleção de peças indígenas cubanas, com obras provenientes de antigas aldeias em Camagüey e Pinar del Río. Também na década de 1930 foram realizadas importantes doações por pintores cubanos que integravam o corpo docente da Escuela Nacional de Bellas Artes San Alejandro.
Nas décadas de 1930 e 1940, Morey conseguiria o apoio de destacados intelectuais cubanos ao seu empenho em elevar o prestígio da instituição e sensibilizar a sociedade e o governo quanto à necessidade de prover o museu de condições adequadas de funcionamento. Os historiadores Emilio Roig de Leuschenring e Luis de Soto y Sagarra e o arquiteto Luis Bay Sevilla publicaram uma série de artigos na imprensa por meio dos quais denunciavam a situação de "abandono" do Museu Nacional, ao mesmo tempo que ressaltavam a importância de seu patrimônio. A realização de exposições com obras do acervo do museu em outras instituições de Havana, em função da exigüidade das instalações, ajudou a evidenciar junto ao público a necessidade de uma nova e ampla sede. Para coordenar a mobilização, organizou-se em novembro de 1946 o Patronato Pró-Museu Nacional, reunindo representantes de diversas instituições culturais cubanas.
O Patronato desenvolveu um intenso programa de atividades de promoção do museu, mobilizando a imprensa escrita e radiofônica, intelectuais, acadêmicos e artistas, e organizando conferências e exposições nas quais eram distribuídos materiais informativos, conclamando a população a reivindicar melhores condições para a realização das atividades museológicas da instituição. Extravasando o âmbito nacional, o Patronato buscou estabelecer acordos com instituições congêneres dos Estados Unidos, França e Espanha. O museu foi incorporado à Sociedade de Museus Americanos e, em seguida, inscrito como membro do Conselho Internacional de Museus (ICOM). Buscando suprir a escassez de técnicos em museologia no país, o Patronato subsidiou bolsas de estudos no exterior.

### A nova sede
Diante da pressão dos intelectuais e da classe artística cubana, o governo acabou por ceder à ideia de erguer uma sede própria para o Museu Nacional. Decidiu-se construir o edifício, batizado de Palácio de Belas Artes, no terreno do antigo Mercado de Colón. O mecado - primeiro espaço cogitado para servir de sede definitiva do museu - havia sido demolido em 1951, durante o governo de Carlos Prio, causando protestos de parte da opinião pública.

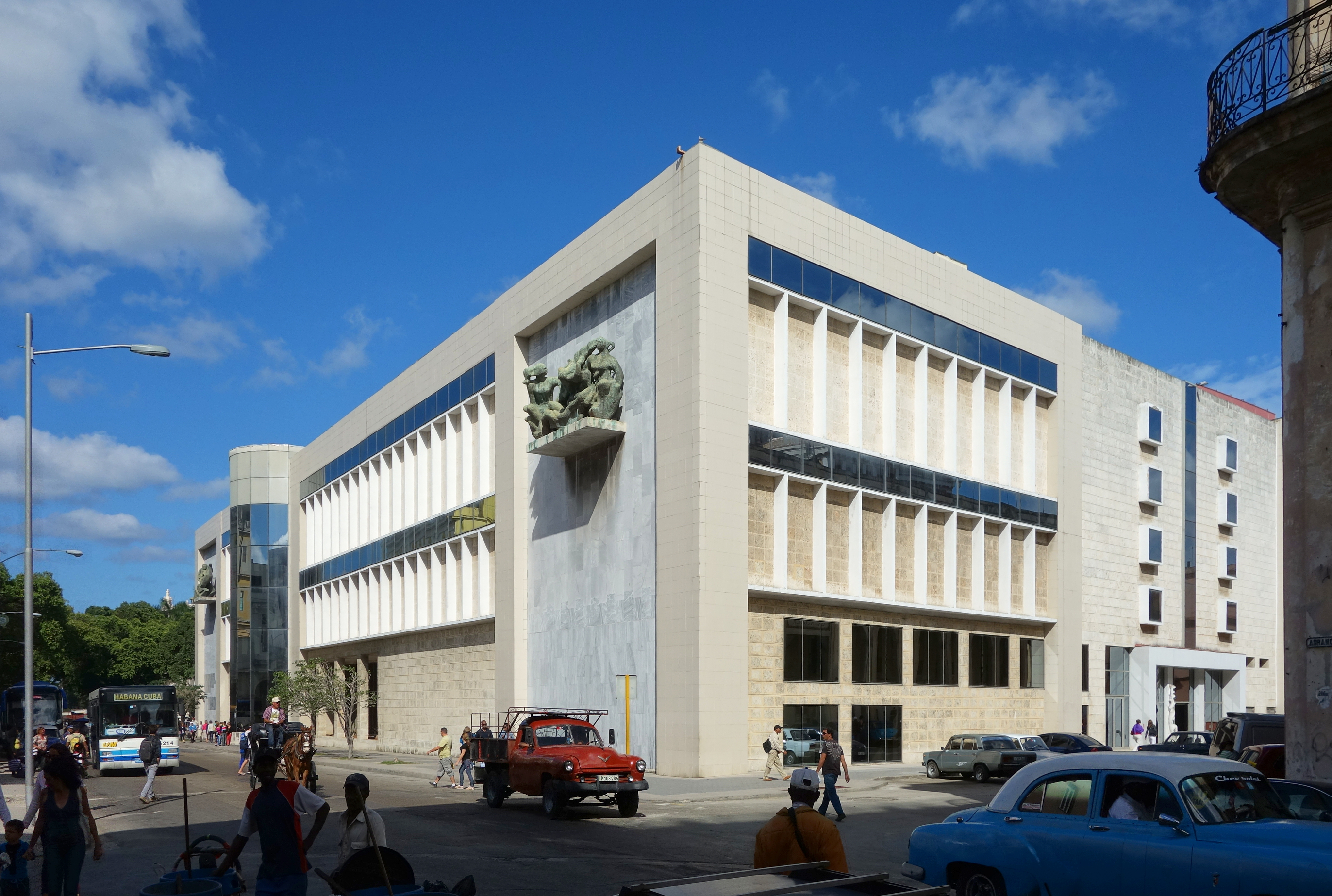
Fachada do Palácio de Belas Artes

O projeto do edifício, em estilo racionalista, ficou a cargo de Alfonso Rodríguez Pichardo. O desenho previa amplos espaços livres, suscetíveis às adaptações museológicas necessárias às exposições. Seguia os códigos da arquitetura moderna internacional, mesclados com elementos da tradição colonial cubana - evidenciados, sobretudo, na existência de um pátio central e no uso de pedras Jaimanitas na fachada. Diversos artistas foram convidados a executar obras específicas para o edifício, tais como Ernesto Navarro, Rita Longa e Mateo Torriente. A construção se iniciou em 1952 e se encerrou quase dois anos mais tarde. O Palácio de Belas Artes foi inaugurado em 18 de junho de 1954, sediando a II Bienal Hispano-Americana de Arte.
O Patronato seria responsável, em grande medida, por elaborar as pautas museológicas gerais para a reabertura do museu. Um decreto-lei emitido em fevereiro de 1954 havia concedido ao Patronato (então renomeado Patronato de Belas Artes e Museus Nacionais) autoridade legal para dirigir e organizar as instituições museológicas cubanas, gerir as coleções histórico-artísticas, fixar os critérios para aceitação de doações e a organizar exposições e outros eventos culturais. Um Conselho Assessor auxiliaria o Patronato na gestão da instituição.
A reinauguração do Museu Nacional no Palácio de Belas Artes motivou novas doações, depósitos e legados de grande valor na década de 1950. Doaram obras para a instituição a Arquidiocese de Havana, a Casa de Beneficência e diversos colecionadores particulares, como María Ruiz de Olivares (marquesa de Pinar del Río), Julio Lobo, Oscar Cintas, José Gómez Mena e Tomás Felipe Camacho, entre outros. Uma das mais notáveis doações feitas ao museu foi a coleção de antiguidades egípcias, etruscas e greco-romanas de Joaquín Gumá Herrera, o conde de Lagunillas, que constitui até hoje um de seus núcleos mais valiosos.
As exposições permanentes de arte nacional e internacional foram montadas com o auxílio de Allan MacNab, diretor da Four Arts Gallery de Palm Beach, segundo critérios cronológicos e geográficos. A ampliação do espaço também permitiu expor ao público núcleos que até então permaneciam guardados nas reservas técnicas, como as coleções de artes decorativas e de etnologia afro-cubana. A organização do espaço dedicado às peças históricas ficou a cargo de José Manuel Pérez Cabrera e Francisco Pérez de la Riva. O setor de etnologia foi confiado a Fernando Ortiz e Lydia Cabrera.
A nova sede também abrigaria, em um primeiro momento, o Instituto Nacional de Cultura, órgão do Ministério da Educação que se tornaria responsável por conferir dinamismo às atividades do museu, organizando conferências, recitais e exposições. O Instituto também criaria a "Sala Permanente de Arqueologia Antilhana", onde eram expostos artefatos indígenas e objetos históricos relacionados ao cacique taíno Guamá.

### O museu pós-revolução
Com o advento da Revolução Cubana o Museu Nacional passaria por profundas modificações - refletindo a própria natureza transformadora do processo revolucionário, intervindo em todas as esferas da sociedade. Na condição de depositário das coleções privadas desapropriadas pelo novo governo, o museu assistiu a um incremento de tal magnitude em seu acervo que tornou-se impossível abrigar todas as peças. Decidiu-se, portanto, manter no museu exclusivamente as coleções de belas artes (pinturas, esculturas, desenhos, gravuras), distribuindo-se os demais núcleos entre outras instituições, conforme suas tipologias. Diversos outros museus seriam criados para conservar as peças, tais como o Museu Napoleônico, o Museu de Artes Decorativas, o Museu Nacional da Música e o Museu de Arte Colonial, entre outros.
Valiosas coleçoes de arte – adquiridas por particulares em galerias comerciais da Europa e, sobretudo, dos Estados Unidos – tais quais as de Julio Lobo, Oscar Cintas, José Gómez Mena, Tomás Felipe Camacho, María Dolores Machín, Evelio Govantes e Ignacio Ponce de León, entre muitos outros, passaram total ou parcialmente à tutela da instituição, já renomeada Museu Nacional de Belas Artes. Todos os núcleos do museu se beneficiaram dessa conjuntura histórica, registrando-se aumentos significativos nas coleções de arte europeia, americana e asiática. O núcleo de arte nacional, por sua vez, passou a ser capaz de oferecer um amplo panorama histórico-crítico das artes plásticas do país.
À exceção do período entre 1968 e 1975, quando uma reestruturação museológica modificou o critério de exposição das peças, o núcleo de arte universal seguiria exposto em ordem cronológica e por subdivisões geográficas, centrando-se nas escolas europeias: majoritariamente, Espanha, Itália, França, Flandres, Holanda, Alemanha e Inglaterra. Os artefatos arqueológicos foram reunidos nas "Salas de Arte da Antiguidade Conde de Lagunillas", cuja montagem ficou a cargo do escultor Eugenio Rodríguez. Rodríguez projetou as vitrines e as bases das peças dos núcleos e executou uma réplica de uma mastaba para servir de entrada às salas. As coleções nacionais foram agrupadas nas "Galerias Permanentes de Arte Cubana".
Entre 1966 e 1967, o museu iniciou o processo de catalogação e inventário das coleções. Nas décadas seguintes, as remodelações do espaço expositivo teriam por objetivo atender à necessidade de ampliar o conjunto de obras expostas e a exibir peças que apenas ocasionalmente saíam das reservas técnicas ou que ainda não haviam sido exibidas. Entre os principais eventos de arte nacional e internacional sediados pelo museu no período encontram-se o Salon 70, o Salão Nacional de Artistas Jovens, as Bienais de Havana e exposições como Tesouros do Kremlin e Retrato do México. Na década de 1980, a escassez de espaço se tornaria um empecilho ao aumento do acervo e os sistemas de segurança e climatização encontravam-se deteriorados.
Na década de 1990, o museu buscou retomar os intercâmbios com outras instituições, introduzindo mudanças na coordenação do trabalho institucional que visavam uma maior universalização, procurando adequar o museu aos critérios internacionais de prática museológica. Para tanto, novos inventários foram produzidos e formas alternativas de controle de registro foram criadas. Procurou-se ainda capacitar restauradores e museológos especializados nos diversos núcleos do acervo.

### O MNBA na atualidade
A mais importante reestruturação museológica e museográfica na história recente do museu ocorreu após 1996, quando, visando ampliar o espaço expositivo, a Presidência do Conselho de Estado decidiu conceder à instituição o uso de outros dois edifícios. Assim, o Palácio de Belas Artes, erguido em 1955, passou a abrigar exclusivamente a coleção de arte cubana. A coleção de arte universal foi transferida para a antiga sede do Centro Asturiano de Havana (inaugurado em 1927). Um terceiro edifício (Quartel das Mílicias) foi dedicado às atividades administrativas e logísticas.
A concepção e realização das alterações ficaram a cargo de Jorge Candelaria e do museógrafo José Linares. A mudança permitiu ao museu ampliar em 50% o número de obras em exposição permanente a exibir, pela primeira vez, suas coleções de arte americana e arte asiática. As obras de adequação duraram cinco anos e custaram 14,5 milhões de dólares. A inauguração dos novos espaços do Museu Nacional ocorreu em 18 de julho de 2001, com a presença de Fidel Castro.
Em 2010, o galerista norte-americano Gilbert Brownstone doou ao museu, em nome do povo cubano, um conjunto composto por 120 obras de artistas como Pablo Picasso, Joan Miró, Andy Warhol, Marcel Duchamp, André Masson, Camille Pissarro, Édouard Vuillard e Roy Lichtenstein.

## Os edifícios

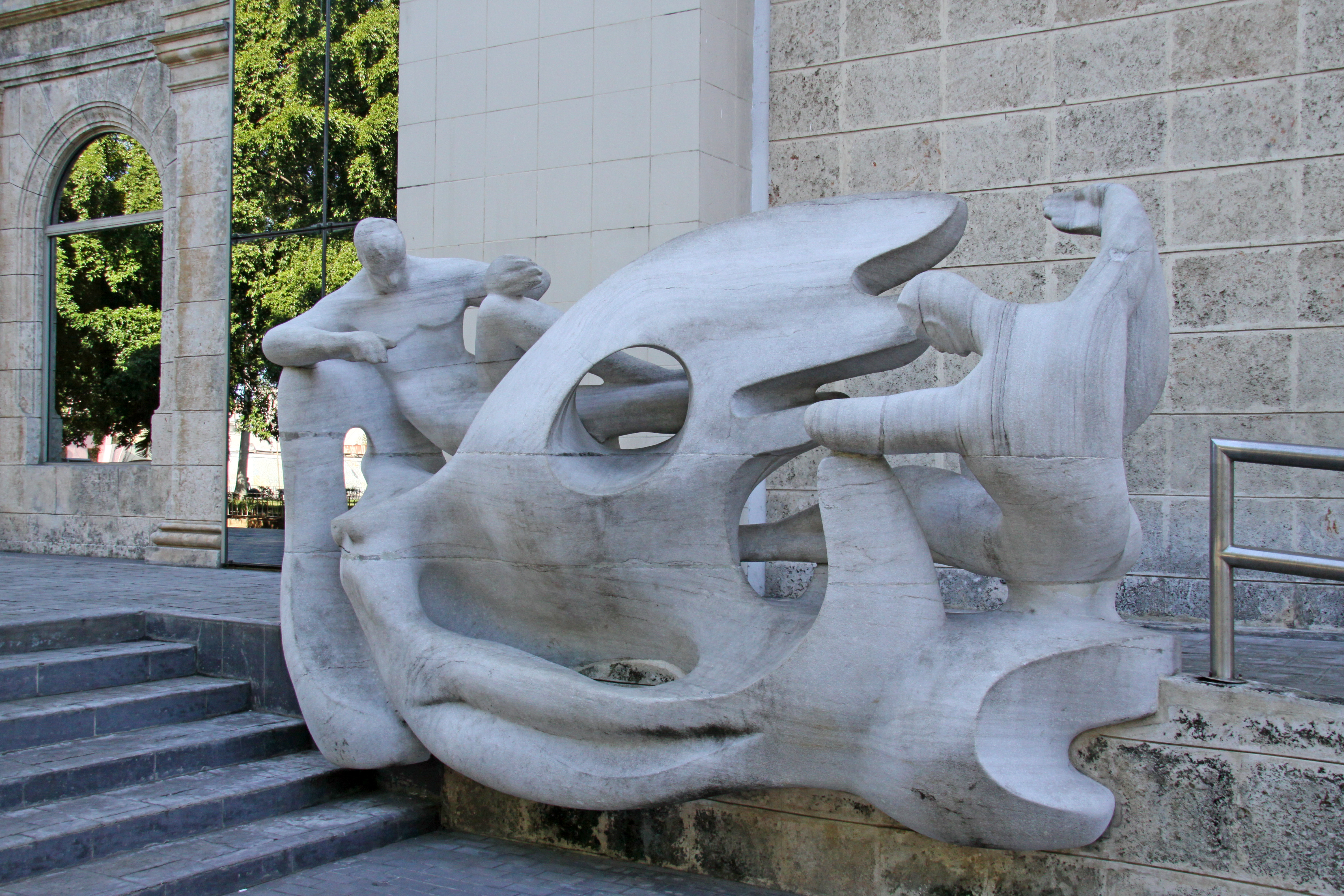
Forma, Espaço e Luz. Escultura de Rita Longa em frente ao Palácio de Belas Artes

### Palácio de Belas Artes
Projetado pelo arquiteto Alfonso Rodríguez Pichardo no início da década de 1950 para servir de sede ao Museu Nacional, o Palácio de Belas Artes foi inaugurado em 18 de junho de 1954. Possui 18 083metros quadrados de área construída, sendo 7 538 m² dedicados às exposições permanentes e temporárias.
O edifício segue os códigos da arquitetura racionalista, com plantas livres e painéis móveis, permitindo a adequação do espaço expositivo. Congrega, entretanto, diversos elementos da tradição arquitetônica colonial de Cuba – tais como a presença de um pátio central (onde são expostas esculturas da coleção permanente), a presença de altos pontaletes e o uso de pedras Jaimanitas na fachada.
Além de conferir ao espaço expositivo amplitude e flexibilidade para as atividades museográficas, o projeto do edifício demonstra preocupação com a integração entre arquitetura e escultura. Para a parte superior do pátio central, o escultor Ernesto Navarro executou relevos em pedra talhada. Nas áreas internas e externas, foram posicionadas esculturas monumentais de Rita Longa (Forma, Espaço e Luz), Mateo Torriente, Juan José Sicre e Eugenio Rodríguez, além de um grande mural de Enrique Caravia.
Em 2001, após ampla reforma e reestruturação dos espaços internos, coordenados por Jorge Candelaria e José Linares, o Palácio de Belas Artes foi reaberto ao público. O edifício abriga desde então a coleção de arte cubana do Museu Nacional, mantendo aproximadamente 1.200 peças em exposição permanente. É equipado com teatro, auditório, cafeteria e loja especializada. Abriga também o Centro de Documentação Antonio Rodríguez Morey.

### Palácio do Centro Asturiano

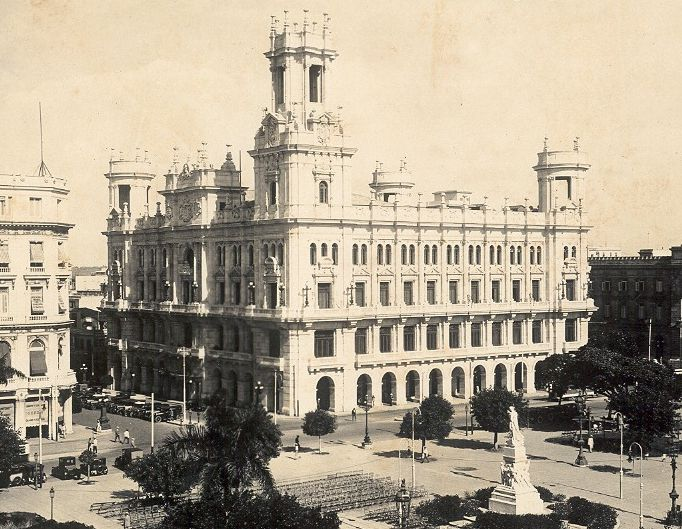
Palácio do Centro Asturiano em 1927

O Palácio do Centro Asturiano foi projetado pelo arquiteto Manuel del Busto e inaugurado em 1927, com o objetivo de abrigar a associação Centro Asturiano de La Habana - cuja sede anterior havia sido destruída por um incêndio, ocorrido em 1918. A associação, fundada em 1886, dedicava-se a prestar auxílio e ajuda mútua aos membros da comunidade asturiana em Cuba. O projeto de Busto foi escolhido por meio de concurso e sua construção se iniciou em 1924.
Concebido em estilo eclético, o palácio é uma das edificações mais representativas da primeira arquitetura republicana de Cuba. Destacou-se em sua época tanto pelas técnicas de construção empregadas – em especial pela armação estrutural em aço, recoberta com pedras, ladrilhos e lajes de concreto – como pelos materiais utilizados no acabamento: mármores da Itália, Espanha e Estados Unidos, marcenaria em mogno cubano, vidraças importadas de Madri e lamparinas decorativas em bronze fundido com cristal da Boêmia. Mariano Miguel executou o afresco que decora a abóbada.
Após a Revolução Cubana, o imóvel foi desapropriado e transformado em sede da Asociación de Amistad Cubano-Española. Em seguida, abrigou o Palacio de Pioneros (centro educacional) e o Tribunal Supremo. Desde 2001, serve de sede às coleções de arte universal do Museu Nacional. O Palácio possui 15.054 metros quadrados de área construída, sendo 4.873 metros quadrados destinados à área expositiva.

### Quartel das Milícias
O Quartel das Milícias (Cuartel de Milicias) foi erguido em 1764 por Pedro de Medina, a mando do rei da Espanha, seguindo o projeto do engenheiro Silvestre Abarca. O objetivo de sua construção era melhorar o sistema defensivo da cidade de Havana. O edifício, substancialmente modificado nos séculos seguintes, serviu de sede a inúmeras corporações militares de Cuba. Após a Revolução, passou a abrigar a Polícia Nacional Revolucionária.
Em meados da década de 1990, o edifício foi integralmente restaurado, preservando-se algumas das alterações feitas por volta de 1946, quando foi dotado de um segundo andar. Prestou-se especial atenção à restauração de seu portal barroco, de grande interesse artístico. Foi reinaugurado em 2001, com os outros dois edifícios do Museu Nacional, sendo destinado desde então a abrigar as dependências administrativas e os setores logísticos da instituição.

## Acervo
Criado como um museu enciclopédico, o Museu Nacional de Belas Artes de Cuba especializou-se gradualmente, ao longo do século XX, como instituição voltada às artes visuais. Seu acervo, formado por meio de doações, legados e aquisições, foi substancialmente ampliado com as desapropriações promovidas pelo governo após a Revolução Cubana, ocasionando a incorporação de coleções particulares de alto valor artístico. Atualmente, a coleção é composta por aproximadamente 47 600 peças. Destas, 45 000 são integrantes do patrimônio artístico cubano e outras 2 000 estão em depósito na instituição.
O Museu Nacional de Belas Artes é o único museu de Cuba especializado na história da arte universal. A instituição conserva uma vasta coleção de obras de arte cubanas, e núcleos menores de peças norte e latino-americanas. Abriga também um importante conjunto de pinturas e esculturas europeias, abrangendo as principais escolas do continente ao largo de um arco temporal de seis séculos. Também se destacam no acervo a coleção de artefatos arqueológicos do Egito, Grécia e Roma e a coleção de arte asiática.

### Arte cubana

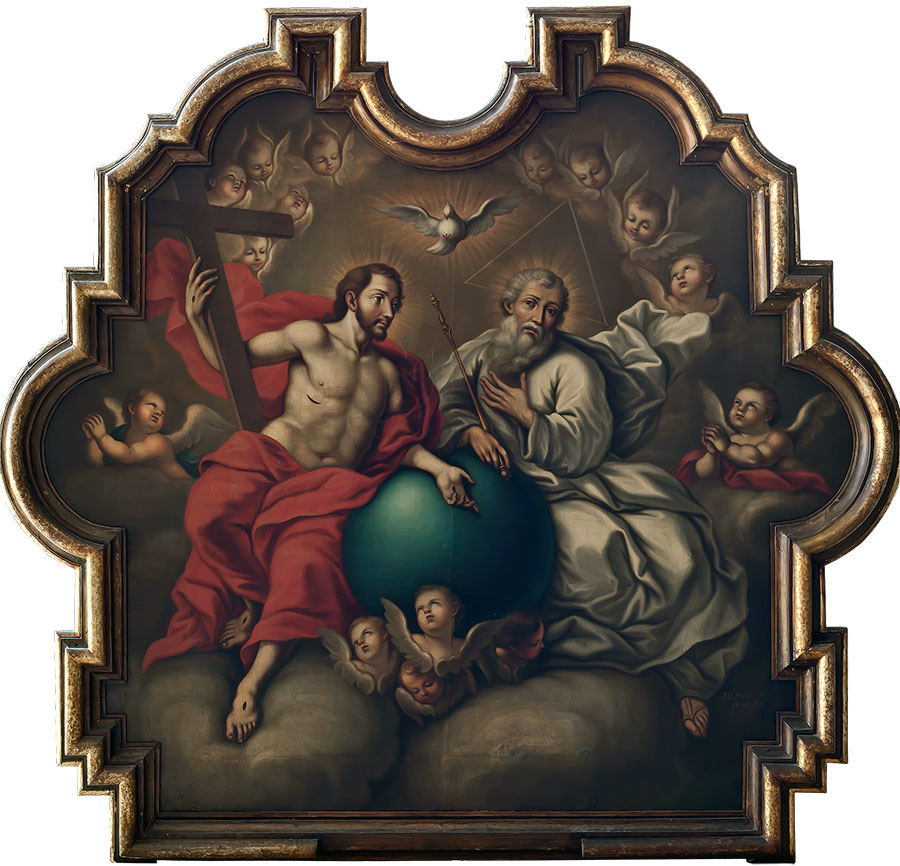
José Nicolás de la Escalera - Santíssima Trindade, século XVIII. Acervo do MNBA

O museu possui a mais importante coleção de arte cubana do mundo, abarcando peças que vão do século XVI aos dias de hoje. Conserva mais de 4 300 pinturas, 12 800 desenhos e gravuras e 285 esculturas, além de fotografias e exemplares de artes gráficas (destacando-se a coleção de rótulos de charuto). As mostras permanentes estão divididas em quatro setores bem definidos: arte colonial, virada do século, arte moderna e arte contemporânea, contando com salas individuais para os artistas mais destacados em cada época.
Do período colonial, há obras de artistas estrangeiros ativos em Cuba, como o francês Jean-Baptiste Vermay, e outras que atestam a consolidação de uma escola artística nativa, como a Santíssima Trindade de José Nicolás de la Escalera, Retrato de Justa Allo y Bermúdez, de Vicente Escobar, Corte da cana de Víctor Patricio e A sesta, de Guillermo Collazo, entre outras. O academicismo cubano, o costumbrismo e as demais tendências pictóricas da virada do século XIX para o século XX estão representados por autores como Armando Menocal (Embarque de Colón por Bobadilla), Leopoldo Romañach (Marinha) e Rafael Blanco Estera (O Drama dos Zacatecas).
As vanguardas artísticas cubanas da primeira metade do século XX estão fartamente representadas, em especial por meio de amplos conjuntos de obras dos grandes mestres modernos, como Fidelio Ponce de León, Víctor Manuel García (incluindo Cigana Tropical), Carlos Enríquez, René Portocarrero e Wifredo Lam. Há ainda obras de Agustín Cárdenas, Amelia Peláez, Marcelo Pogolotti, Rita Longa e Mariano Rodríguez.
O setor de arte contemporânea possui obras de artistas residentes em Cuba ou radicados em outros países. Marcam forte presença, no contexto pós-revolucionário, o hiper-realismo e o simbolismo. Estão representados Hugo Consuegra, Guido Llinás, Servando Cabrera Moreno, Antonia Eiriz, Raúl Martínez, Manuel Mendive, Ever Fonseca, Nelson Domínguez, Roberto Fabelo, Tomás Sánchez [es], Nelson Domínguez, Zaida del Río, Belkis Ayón, Kcho e José Bedia, entre outros.

### Arte da Europa e das Américas

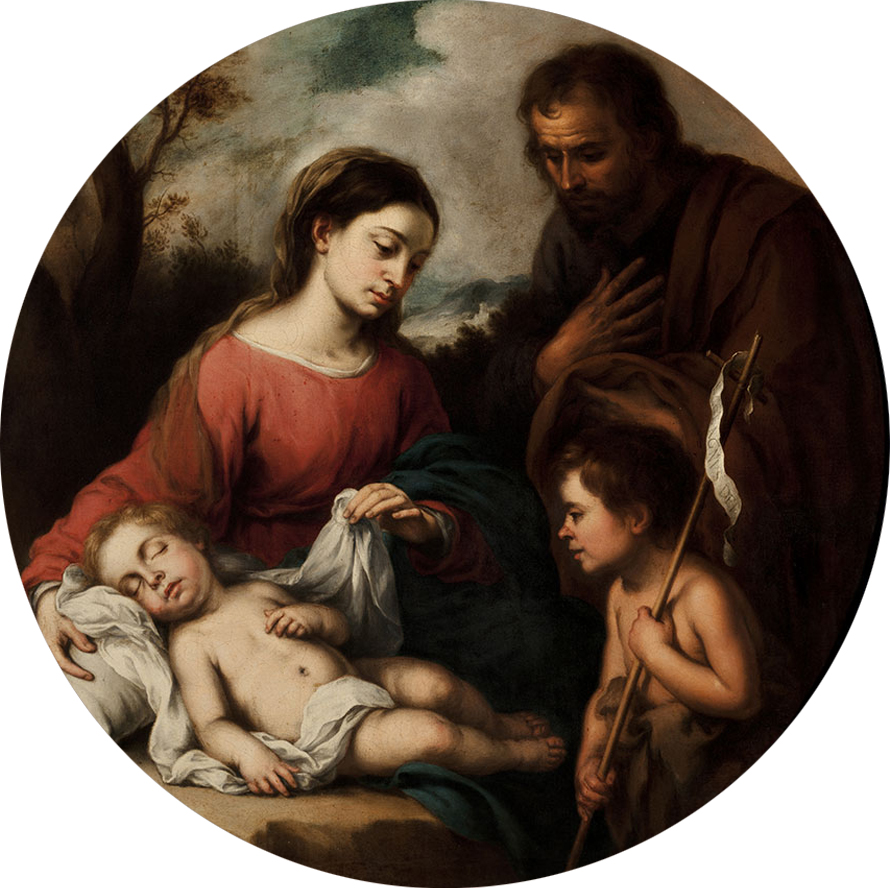
Bartolomé Esteban Murillo - Sagrada Família com S. João Batista. Acervo do MNBA

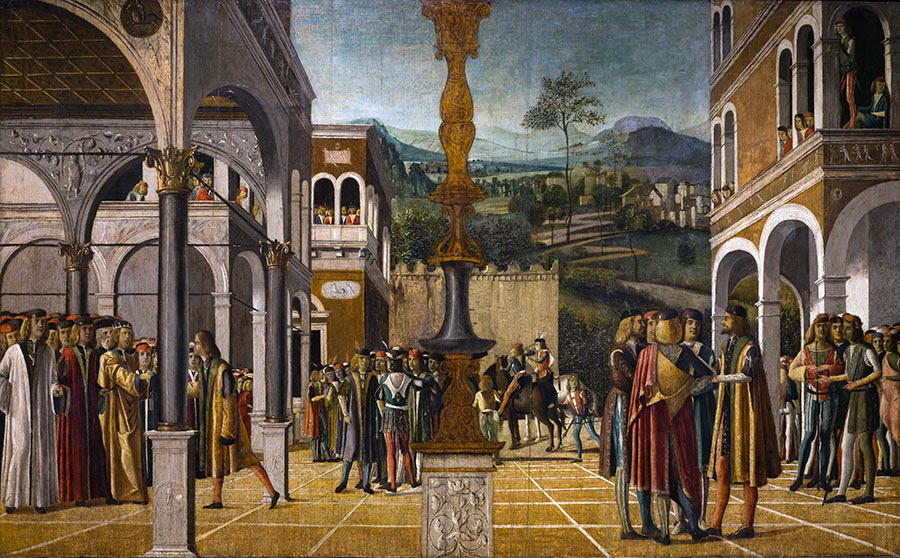
Vittore Carpaccio - Recepção de um legado, c. 1490. Acervo do MNBA

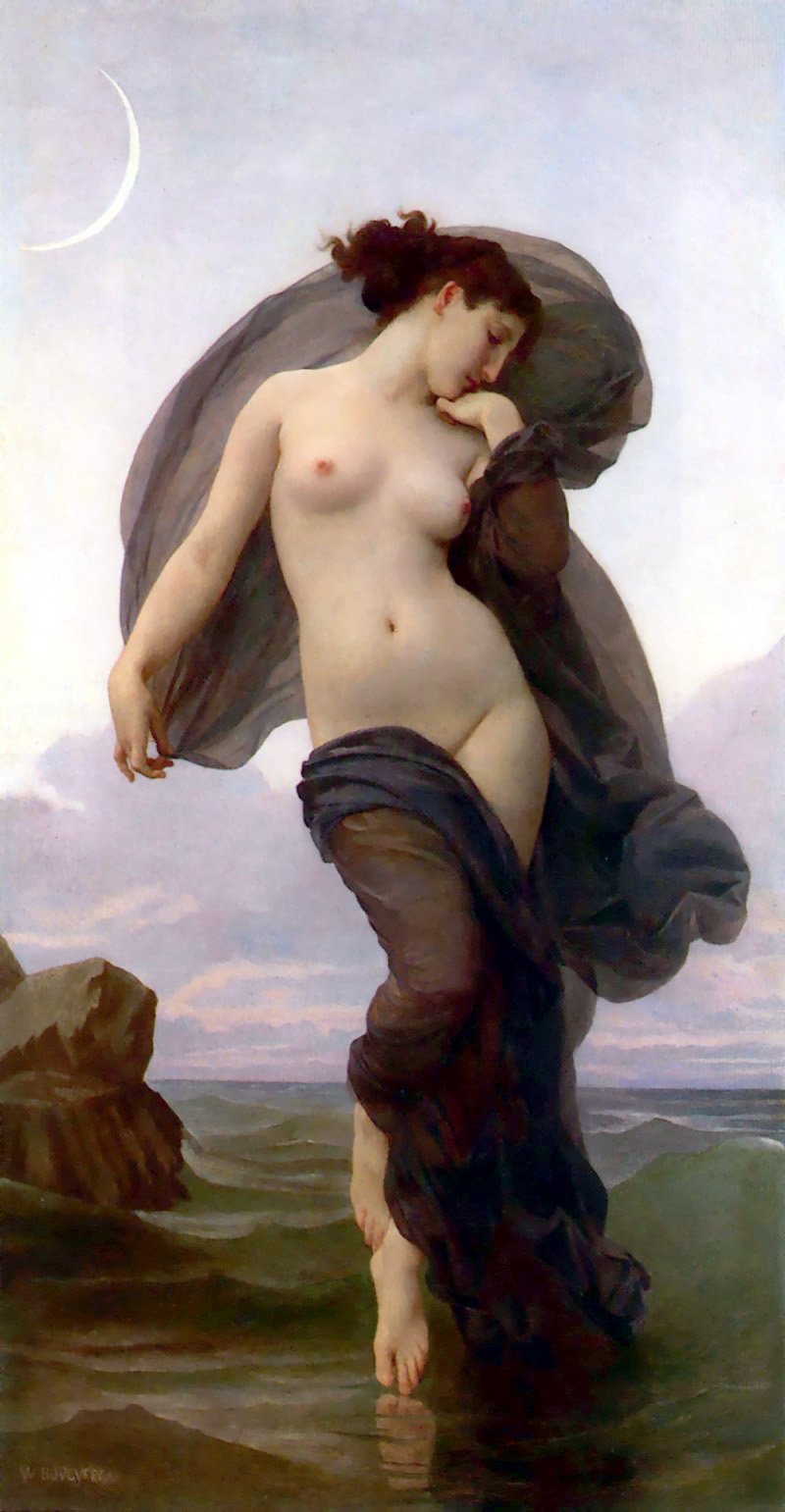
William-Adolphe Bouguereau - Humeur nocturne, 1882. Acervo do MNBA

A coleção de arte ocidental do Museu Nacional de Belas Artes está entre as maiores do Caribe e da América Latina. É composta por mais de 1 600 pinturas, 126 esculturas, e 8000 desenhos e gravuras, abrangendo o período que vai da Baixa Idade Média ao século XX. As obras são exibidas segundo critérios cronológicos e geográficos. Estão presentes, por ordem de importância quantitativa, as escolas espanhola, italiana, francesa, flamenga, holandesa, inglesa e alemã, ao lado de exemplares isolados de outras escolas artísticas europeias. Também conserva núcleos menores de arte latino-americana e dos Estados Unidos.
O núcleo de arte espanhola, composto por mais de 700 peças, é o mais numeroso de todas as seções de arte internacional do museu e o maior conjunto de obras da escola conservado fora da Espanha. Abarca peças que vão do século XV ao século XX, destacando-se os autores do século de ouro da pintura espanhola, tais como Luis Tristán (Martírio de Santo André), José de Ribera (São Sebastião, São João Batista e Santa Catarina de Alexandria), Francisco de Zurbarán (A Virgem da Maçã), Bartolomé Esteban Murillo (Sagrada Família) e Juan de Valdés Leal (São João Capistrano). O academicismo oitocentista e as tendências artísticas da virada do século estão representados por Eugenio Lucas Velázquez, Raimundo de Madrazo y Garreta, Santiago Rusiñol, Ignacio Zuloaga, ademais de um amplo conjunto de pinturas de Joaquín Sorolla. Pablo Picasso, Joan Miró, Emilio Grau Sala e Eduardo Arroyo são os principais destaques no núcleo moderno.
Na coleção de arte italiana, estão pontualmente documentados o Renascimento (Luca della Robbia, Vittore Carpaccio) e o Maneirismo (Bronzino, Jacopo Bassano, Tintoretto). O segmento mais sólido coleção, no entanto, é composto por pinturas do Barroco, como Adão e Eva de Annibale Carracci, Virgem com o Menino de Guido Reni, Triunfo de Davi de Guercino, José diante do Faraó de Mattia Preti e Abraão e os anjos de Luca Giordano. A estética rococó está representada por trabalhos de Alessandro Magnasco, Michele Marieschi, Giovanni Battista Piazzetta e pelas vedutas de Giovanni Paolo Pannini, Canaletto e Francesco Guardi. No século XIX, destaca-se Giovanni Boldini, e no século XX, Amedeo Modigliani, Giorgio de Chirico e Valerio Adami.
A seção de arte francesa do museu abarca majoritariamente o período entre os séculos XVII e XIX. Monsù Desiderio e Philippe de Champaigne evidenciam o Barroco e Jean-Baptiste-Joseph Pater (Scène Galante) o Rococó.  No segmento referente às tendências e movimentos artísticos oitocentistas, o Neoclassicismo está documentado nos trabalhos de François-Xavier Fabre e Jean-Auguste Dominique Ingres, ao passo que Camille Corot, Narcisse Díaz de la Peña, Jean-François Millet, Charles-François Daubigny, Jules Breton e Gustave Courbet exemplificam a Escola de Barbizon e o Realismo. Destacam-se ainda Adolphe Monticelli, William-Adolphe Bouguereau e Eugène Carrière.
O núcleo referente à arte da Europa central (flamengos, holandeses e alemães) compreende majoritariamente o século XVII, com alguns exemplares esporádicos do Renascimento e do Maneirismo (Hans Memling, Lucas Cranach, Ludger Tom Ring). Dentre os barrocos flamengos, destacam-se Jan Brueghel, Cornelis de Vos, Jacob Jordaens, Antoon van Dyck, Jan Cossiers, Theodoor van Thulden e Erasmus Quellinus II. Dentre os holandeses, sobressaem  Willem Claeszoon Heda, Thomas de Keyser, Cornelisz Verspronck, Aert van de Neer, Nicolaes Berchem, Barent Fabritius, Jan Steen, Johannes Jan Wijnants, Gerard de Lairesse e Willem van Mieris.
Na coleção de arte britânica, sobressai a retratística inglesa dos séculos XVII e XVIII. Destacam-se Godfrey Kneller (Retrato de uma dama), Joshua Reynolds (Retrato de Miss Frances Kemble), Thomas Gainsborough (Retrato de Jorge IV como Príncipe de Gales), George Romney (Retrato de Mrs. John Chaworth), John Hoppner (Retrato de Miss Sarah Gale) e Thomas Lawrence (Retrato de Mrs. Edward Foster), além dos escoceses Allan Ramsay e Henry Raeburn. William Turner (Paisagem antiga com "staffarge") e John Constable evidenciam o Romantismo.
A produção colonial latino-americana está representada por um conjunto de pinturas de anônimos “novo-hispanos”, do porto-riquenho José Campeche e de outros artistas da América Central e do Sul. No núcleo referente ao século XX, sobressaem os modernistas mexicanos, como David Siqueiros, Diego Rivera e José Orozco, além do argentino Benito Quinquela Martín, do chileno Roberto Matta e do dominicano Jaime Colson, entre outros. A arte norte-americana está majoritariamente representada por pinturas dos séculos XVIII e XIX (Gilbert Stuart, Charles Willson Peale, John Singer Sargent, James McNeill Whistler, Childe Hassam, Edward Lamson Henry, etc.), ademais de um pequeno núcleo de obras contemporâneas (Man Ray, Alexander Archipenko, Robert Rauschenberg, Claes Oldenburg, etc.).

### Antiguidades e arte asiática

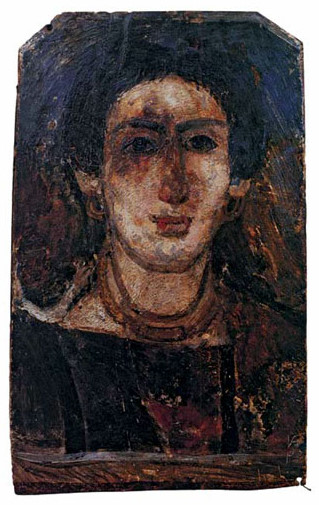
Retrato de Faium, Egito, segunda metade do

A coleção de arte da Antiguidade do MNBA, entre as mais importantes do continente, é composta por mais de 650 artefatos arqueológicos, doados, em sua maior parte, por Joaquín Gumá Herrera, o conde de Lagunillas. Abriga 270 exemplares gregos, 195 romanos e 131 egípcios, além de peças etruscas, fenícias e mesopotâmicas.
O núcleo de arte egípcia cobre majoritariamente o período compreendido entre 3 400 e 300 a.C. As obras são apresentadas em duas seções distintas. A seção denominada “vida” aborda peças relacionados à história egípcia, à vida cotidiana e ao Estado e sua administração. A seção “morte” é voltada aos ritos, práticas funerárias e aspectos religiosos em geral. Compreende estelas votivas, canopos, escaravelhos-corações e um papiro original de um Livro dos Mortos. Destaca-se o sarcófago de madeira policromada, doado pelo governo do Egito em reconhecimento à participação de Cuba na operação de resgate dos templos de Abul-Simbel, em 1974. São igualmente de grande importância uma cabeça do deus Amom, em basalto negro, fragmento de uma estátua cujo corpo se encontra no Museu do Louvre, em Paris, e um conjunto de nove retratos de Faium.
Três salas do museu são reservadas à coleção de arte da Grécia. O núcleo conserva exemplares dos três períodos fundamentais da escultura grega: Arcaico, Clássico e Helenístico. Destacam-se três torsos de influência praxitélica, um conjunto de Tânagras e, sobretudo, uma cabeça de Alexandre, o Grande. A coleção de cerâmicas gregas abrange peças de todos os períodos e de diversos tipos (crateras, hídrias, ânforas, cálices), com decorações variadas (esportes, gineceus, guerras, mitologia, etc.). Destaca-se uma ânfora panatenaica do século V a.C.
A coleção de arte romana, tal qual a egípcia, é apresentada de forma temática, abordando três núcleos centrais: a casa romana, a mitologia e a arte funerária. Destacam-se dois grandes mosaicos e um terceiro, pequeno, decorando a tampa de um implúvio (tipo de cisterna doméstica onde se armazenava a água da chuva). A arte funerária romana está representada por uma tampa e dois fragmentos de sarcófagos. Na estatuária, destaca-se um Busto de Senhora, alto-relevo escavado em Palmira, atual Síria. O museu possui ainda oito exemplares da arte etrusca, destacando-se uma ânfora e espelhos em bronze.
A seção dedicada à arqueologia da Ásia Menor e do Oriente Médio guarda os exemplares mais antigos do acervo, datando de 3 500 a.C. É composta por 45 peças, a maioria em barro ou argila, excetuando-se dois bronzes. Abriga algumas peças sumérias, incluindo tabletes com escrita cuneiforme, outras das culturas babilônicas e neobabilônicas e cinco exemplares da arte fenícia.
Por fim, o museu conserva um pequeno núcleo de arte asiática, com obras oriundas do Japão, China, Índia, Coreia e Vietnã. Destacam-se as gravuras japonesas, executadas por autores como Hokusai, Toyokuni, Kusinada e Hiroshige.

## Galeria

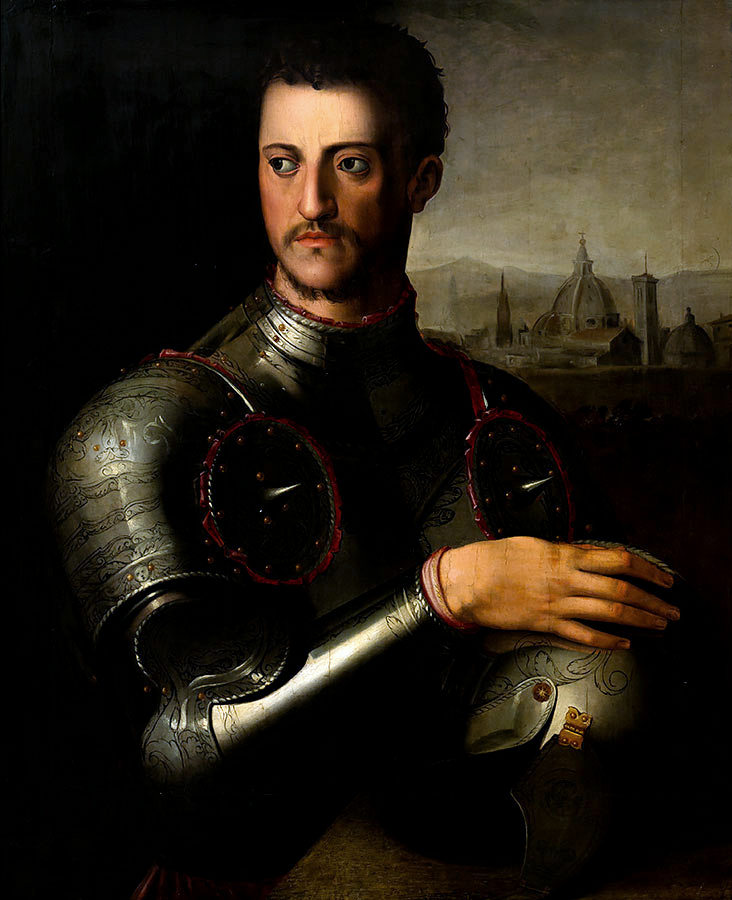
Ateliê de Bronzino. Retrato de Cosme de Médici, século XVI.
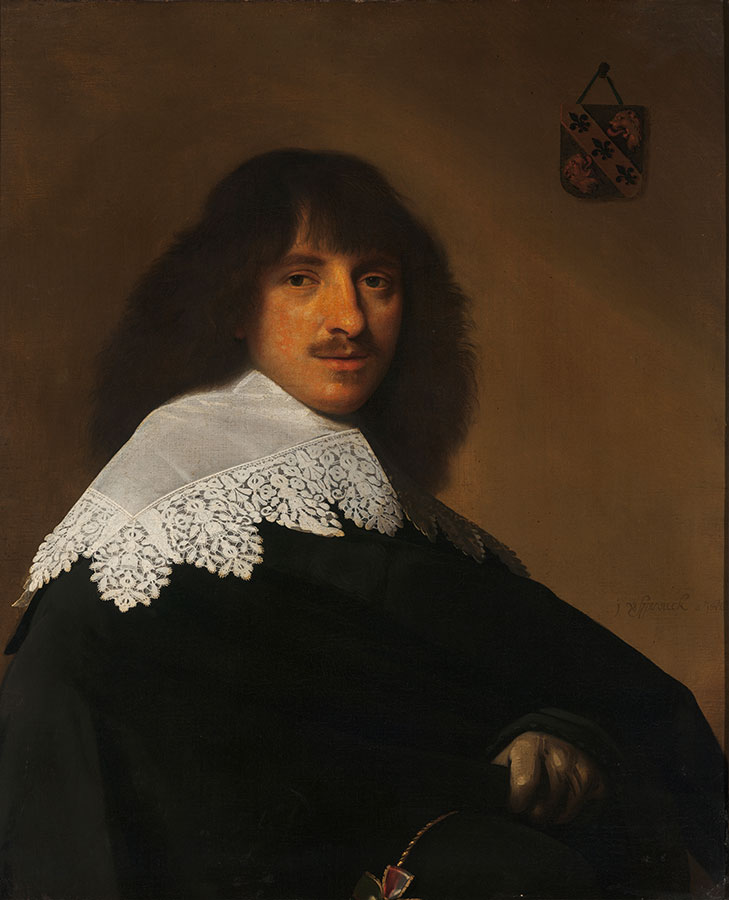
Johannes Cornelisz Verspronck. Mattheus Stilte, 1636.
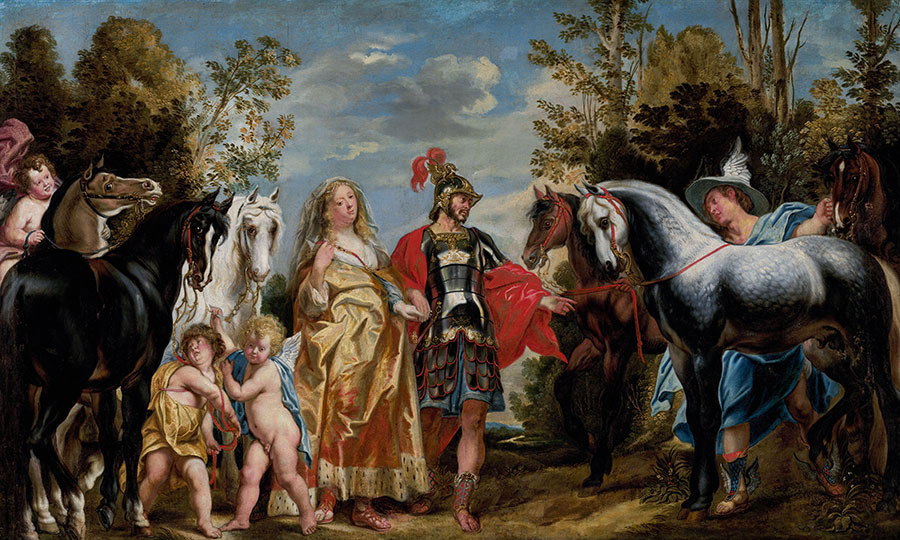
Jacob Jordaens. Marte e Mercúrio levando os cavalos para Vênus, 1645-1660.
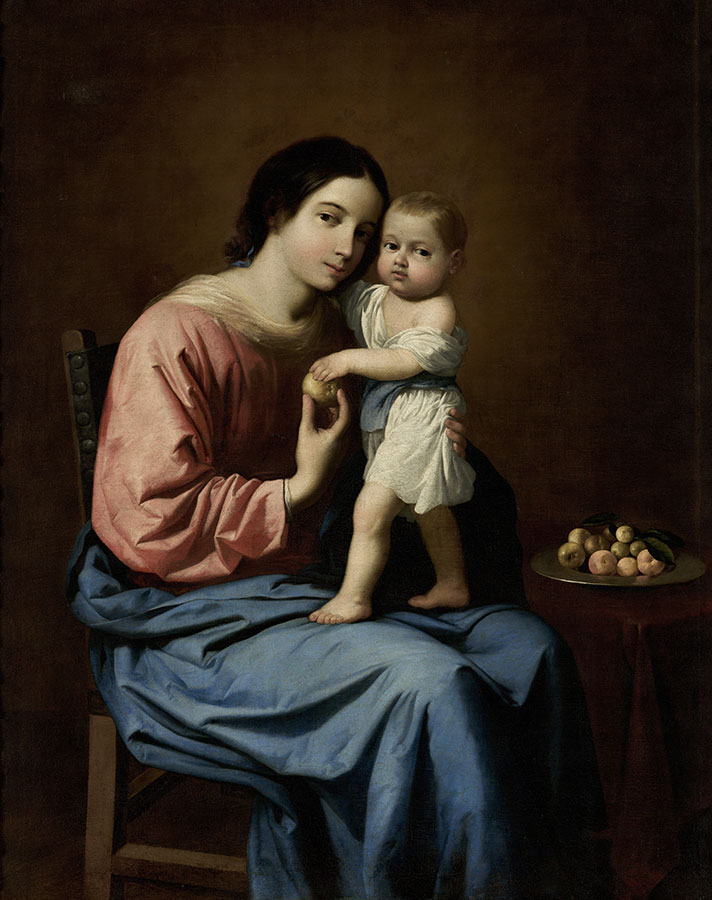
Francisco de Zurbarán. A Virgem da Maçã, 1660-1664.
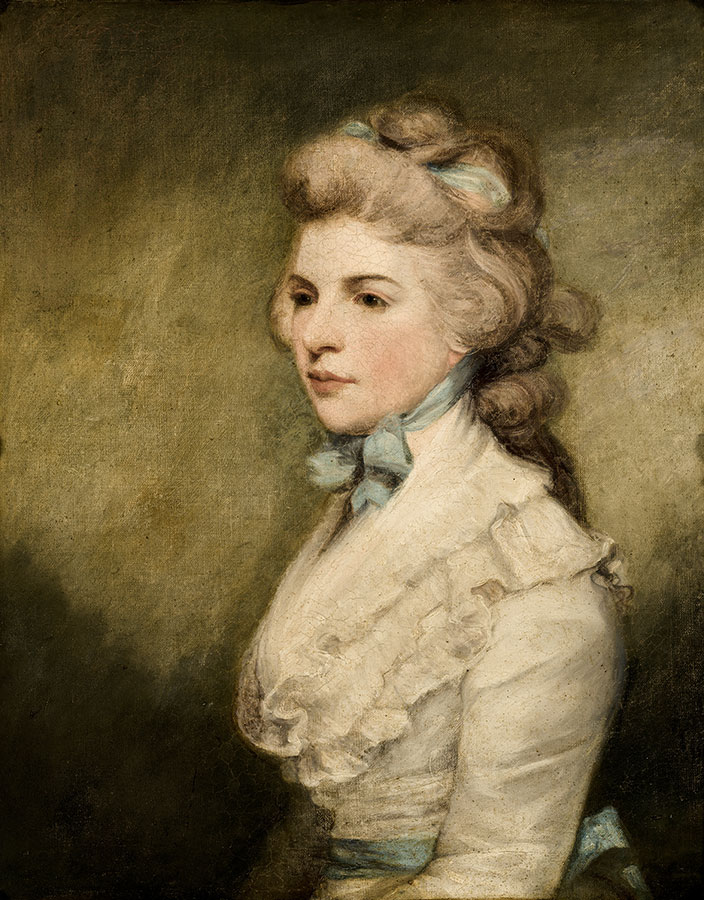
Joshua Reynolds. Miss Frances Kemble, ca. 1738.
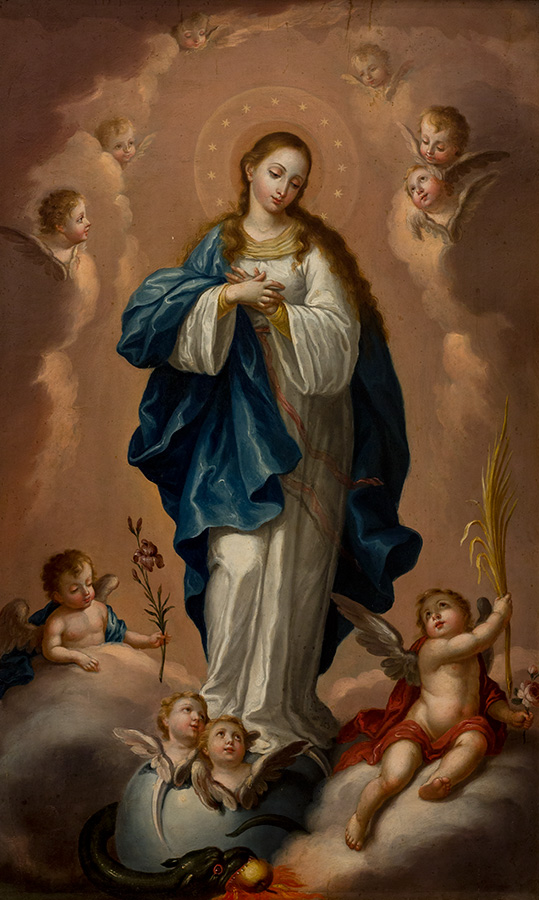
José Campeche. Imaculada Conceição, 1804.
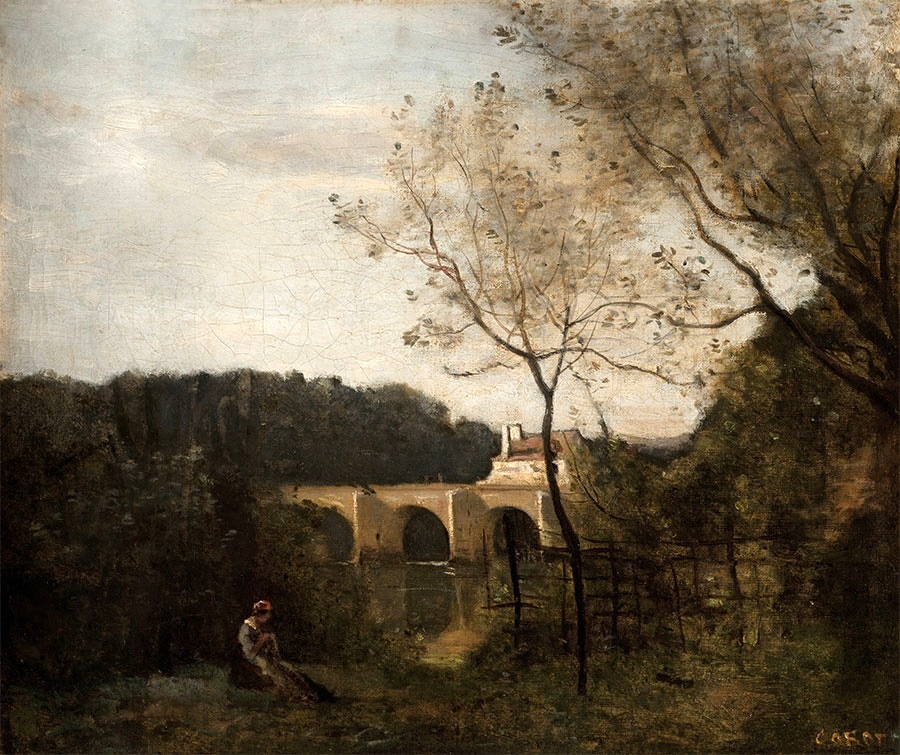
Camille Corot. A velha ponte de Nantes, ca. 1855.
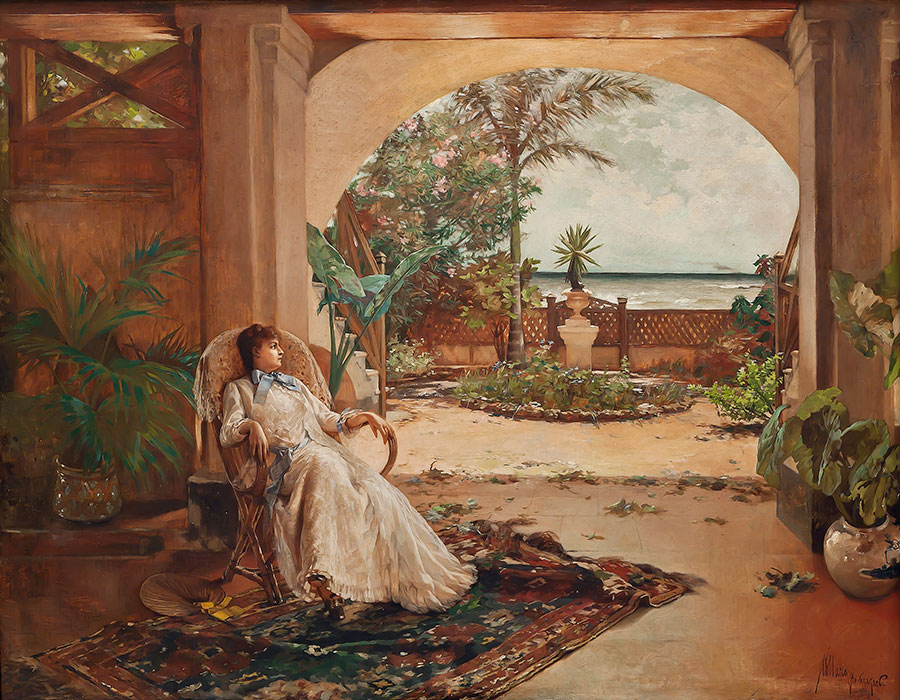
Guillermo Collazo. La siesta, 1888.